# Krustpils
Krustpils är en ort i Lettland.   Den ligger i kommunen Jēkabpils novads, i den centrala delen av landet, 120 km öster om huvudstaden Riga. Krustpils ligger 91 meter över havet och antalet invånare är 6 680.
Terrängen runt Krustpils är platt, och sluttar västerut. Runt Krustpils är det mycket glesbefolkat, med 7 invånare per kvadratkilometer. Närmaste större samhälle är Jēkabpils, 1,3 km söder om Krustpils. Omgivningarna runt Krustpils är en mosaik av jordbruksmark och naturlig växtlighet.